# Banine
Banine (rodným jménem Umm El-Banu Asadullajeva; ázerbájdžánsky Ümm-Əl-Banu, či Mirzə qızı Əsədullayeva, 18. prosince 1905 Baku – 23. října 1992 Paříž) byla ázerbájdžánsko-francouzská spisovatelka. 

## Život a činnost
Byla vnučkou milionáře Musy Nagijeva a dcerou politika Mirzy Asadullajeva, ministra průmyslu a obchodu ve vládě Ázerbájdžánské demokratické republiky (prosinec 1918 – duben 1920). Poté, co se v Ázerbájdžánu chopili moci bolševici a připojili ho k Sovětskému svazu, byl její otec zatčen. Podařilo se mu však dostat z vězení a ona pak uprchla i s otcem a manželem do Istanbulu. Tam opustila manžela, za něhož byla nucena se provdat již v patnácti letech, a následně emigrovala do Francie.

### Literární činnost
Ve Francii ji po mnoha letech přátelé z literárních kruhů, jako Henry de Montherlant, Nikos Kazantzakis a André Malraux, přiměli, aby své práce publikovala. Snažila se ve svých textech především představit historii a kulturu Ázerbájdžánu Francii a Evropě. Ve svých knihách vypráví také o své konverzi ke katolicismu. Její nejznámější spisy jsou Kavkazské dny (Jours caucasiens) a Pařížské dny (Jours parisiens) z let 1946 a 1947.
Banine zemřela v Paříži 23. října 1992 ve věku 86 let. Nekrolog deníku Le Figaro ji nazval „jednou z těch osobností, které přitahovaly jako magnet všechny jedinečné postavy své doby“. Narážel tím na to, že k jejím blízkým přátelům patřili také Ernst Jünger, Ivan Bunin a mnozí jiní umělci. Jüngerovi věnovala několik knih (Rencontres avec Ernst Jünger; Portrait d'Ernst Jünger: lettres, textes, rencontres; Ernst Jünger aux faces multiples), ale psala také o dalších emigrantech ve Francii (La France étrangère).